# Pietro Dalio
Pietro Dalio (Gozzano, 16 novembre 1931 – Gozzano, 3 gennaio 2007) è stato un calciatore italiano, di ruolo centrocampista.

## Carriera
Formatosi nelle giovanili del Gozzano, dopo gli inizi in Serie C con Omegna e Biellese, debutta in IV Serie nel 1953 con l'Omegna e ci gioca anche nel 1954 con il Verbania e l'anno seguente passa al Vigevano dove gioca per due stagioni in Serie C.
Nel 1957 debutta in Serie B con il Monza disputando quattro campionati per un totale di 88 presenze e 5 reti.
Dopo un anno in Serie C con il Varese, si trasferisce alla Triestina dove disputa tre campionati di Serie B totalizzando 102 presenze e 2 reti prima di retrocedere in Serie C nel 1965.